# Bernard Bober
Bernard Bober (* 3. November 1950 in Zbudské Dlhé im Okres Humenné) ist ein slowakischer Geistlicher und römisch-katholischer Erzbischof von Košice.

## Leben
Bernard Bober besuchte die Grundschule seines Heimatorts und das Gymnasium in der Kreisstadt. Nach dem Abitur 1969 trat er in das Priesterseminar in Bratislava ein. Er studierte Theologie und wurde am 8. Juni 1974 zum Priester geweiht. Nach seiner Tätigkeit in der Gemeindepastoral wurde er 1991 Generalvikar des Bischofs Alojz Tkáč.
Am 28. Dezember 1992 ernannte ihn Papst Johannes Paul II. zum Titularbischof von Vissalsa und Weihbischof in Košice. Die Bischofsweihe spendete ihm am 30. Januar 1993 Jozef Tomko, Kardinalpräfekt der Kongregation für die Evangelisierung der Völker in der St. Elisabeth-Kathedrale von Košice. Mitkonsekratoren waren der Erzbischof von Trnava, Ján Sokol und der Erzbischof von Košice, Alojz Tkáč. Am 4. Juli 2010 ernannte ihn Papst Benedikt XVI. zum Erzbischof von Košice. Als Mitglied der slowakischen Bischofskonferenz ist er Vorsitzender des Rates für die Pastoral der Zigeuner und Minderheiten und Mitglied der Kommission Katechese und Bildung.
Seit Herbst 2022 ist er Präsident der Slowakischen Bischofskonferenz.

## Wappen und Wahlspruch

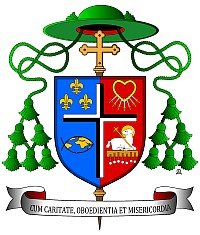
Wappen als Weihbischof in Košice (1992–2010)

Wappen als Erzbischof

Das Wappen geteilt in Blau und Rot, in der Mitte ein goldenes Kreuz. Rechts oben auf blauem Grund ein goldenes „Andreaskreuz“ (St. Andreas, Patron des Bistums) eine goldene Lilie und drei goldene Rosen, ist das Bistumswappen von Košice. Links oben, auf rotem Grund ein goldenes Herz mit sieben Schwertern durchbohrt. Ein Symbol der Jungfrau Maria, Patronin der Slowakei. Rechts unten, auf blauem Grund ein goldener Fisch darin die Erdteile und von oben drei Strahlen (Dreifaltigkeit) ein Symbol der neuen Evangelisierung, einer Aufgabe die Papst Johannes Paul II. vorgestellt hat zum Zeitpunkt der Bischofsernennung. Links unten auf rotem Grund das Lamm Gottes auf dem Buch mit den sieben Siegeln (aus der Offenbarung des Johannes 5,6 ).
Hinter dem Wappenschild stehend das Bischofskreuz, darüber den grünen Galero mit jeweils sechs heruntenhängenden Quasten.
Als Erzbischof das Doppel-Patriarchenkreuz, den Galero mit zehn Quasten und als Metropolit das Pallium.
Sein Wahlspruch lautete Cum Caritas, oboedientia et Misericordia („Mit Liebe, Gehorsam und Barmherzigkeit“).